# Lampona brevipes
Lampona brevipes är en spindelart som beskrevs av Ludwig Carl Christian Koch 1872. Lampona brevipes ingår i släktet Lampona och familjen Lamponidae.
Artens utbredningsområde är Western Australia. Inga underarter finns listade i Catalogue of Life.